# 久原大輝
久原 大輝（ひさはら だいき、1991年12月26日 - ）は、日本の元男子バレーボール選手である。

## 来歴
兵庫県尼崎市出身。父と兄の影響を受けて小学1年生の頃からバレーボールを始める。
尼崎市立尼崎高等学校を経て筑波大学に進学。大学時代はV・チャレンジリーグ（当時のVリーグ2部リーグ）に所属するつくばユナイテッドSun GAIAでもプレー。2013年、V・プレミアリーグ（当時のVリーグ1部リーグ）に所属するJTサンダーズ（現・JTサンダーズ広島）の内定選手となった。内定選手として2013/14 V・プレミアリーグに出場した。
2014年、大学卒業後に、JTサンダーズに入団した。
2021年、2020-21シーズン終了をもって現役引退。引退後はチームマネージャーに就任。

## 人物
- 同じく元男子バレーボール選手の久原翼は弟である[6]。

## 所属チーム
- 尼崎市立尼崎高等学校（2007-2010年）
- 筑波大学（2010-2014年）
  - つくばユナイテッドSun GAIA（2010-2013年）
- JTサンダーズ広島（2014-2021年）